# George Widener
Ne doit pas être confondu avec George Dunton Widener.
George Widener, né le 8 février 1962 à Covington, dans la banlieue de Cincinnati, est un artiste brut américain considéré comme un « autiste savant », à l'instar de Kim Peek qu'il admire.

## Biographie
Le père de George Widener meurt quand il a neuf ans. Sa mère subvient d'abord aux besoins de la famille en travaillant comme barmaid à Cincinnati, mais elle est internée pour alcoolisme.